# Cerkiew św. Mikołaja w Moskwie (Moskworieczje-Saburowo)
Cerkiew św. Mikołaja – prawosławna cerkiew w Moskwie, w rejonie Moskworieczje-Saburowo, w dawnej wsi Saburowo, w dekanacie św. Daniela Słupnika eparchii moskiewskiej miejskiej Rosyjskiego Kościoła Prawosławnego.

## Historia
Pierwsze cerkiew św. Mikołaja w dawnej wsi Saburowo została zbudowana w 1592 lub 1595 dzięki staraniom miejscowego chłopa Iłłariona Andriejewa. Była to budowla drewniana. W 1710 na jej miejscu wzniesiono niewielką cerkiew murowaną. Podczas inwazji francuskiej na Rosję w 1812 budowla została okradziona przez francuskich żołnierzy. Z jej wyposażenia przetrwał jedynie ikonostas i drewniana ikona św. Eliasza. W kolejnych latach cerkiew odrestaurowano. W 1822 do miejscowej parafii należało ok. 700 wiernych.
W 1861 XVIII-wieczna świątynia została rozebrana. Z fundacji kupieckiej rodziny Tarasowów na jej miejscu wzniesiono nową, murowaną świątynię z cegły (z dekoracyjnym detalem oraz fundamentami z białego kamienia), z obszernym przedsionkiem, dwiema niewielkimi cebulastymi kopułkami i trójkondygnacyjną dzwonnicą, na której zawieszono sześć dzwonów. Wewnątrz obiektu wykonano freski. W cerkwi znalazły się trzy ołtarze: główny św. Mikołaja oraz boczne św. Eliasza i Iwerskiej Ikony Matki Bożej.
Cerkiew nie została zamknięta po rewolucji październikowej, parafii skonfiskowano jedynie dom, w którym dotąd zamieszkiwało duchowieństwo. W 1939, pod pretekstem „względów obronnych”, obiekt odebrano Kościołowi prawosławnemu. Następnie rozebrane zostały trzy górne kondygnacje cerkiewnej dzwonnicy oraz obie kopuły. Już na początku lat 90. XX wieku rozebrano także boczny ołtarz św. Eliasza.
W 1991 Rosyjski Kościół Prawosławny odzyskał obiekt i było możliwe przywrócenie go do użytku liturgicznego, zaś trzy lata później odbudowano zniszczony ołtarz boczny.